# Serra de Turp
La sierra de Turp es una sierra situada entre de los términos municipales de Coll de Nargó, de Fígols y Aliñá y de Oliana, en la comarca del Alto Urgel, con una elevación máxima de 1620 metros, el pico de Turp.